# Timothy Kopra
Timothy Lennart Kopra (* 9. April 1963 in Austin, Texas) ist ein ehemaliger US-amerikanischer Astronaut. Er verließ die NASA im Oktober 2018.

## Beginn der Karriere
Kopra machte seinen Schulabschluss 1981 auf der McCallum High School in seinem Geburtsort Austin. 1985 schloss er an der United States Military Academy in West Point mit einem Bachelor der Wissenschaft ab. Seinen Master in Luft- und Raumfahrttechnik erwarb er 1995 am Georgia Institute of Technology. Am U.S. Army War College machte er 2006 noch einen Master in Taktik.

## NASA
Im September 1998 kam Kopra als Testingenieur zur NASA. Zu dieser Zeit war er im Bereich Space-Shuttle-Starts und Außeneinsätze für die Tragwerkstruktur der ISS eingesetzt. 2000 wurde er in die 18. Astronautengruppe der NASA gewählt und zwei Jahre lang als Missionsspezialist ausgebildet. Sein Spezialgebiet ist die technische Unterstützung von Weltraumarbeiten. Er arbeitete im Space-Shuttle-Büro unter anderem am Computernetzwerk für die ISS. Nach dem Erlernen der russischen Sprache, begann Kopra sich im Juli 2005 für einen Langzeitaufenthalt im Weltraum vorzubereiten. Nach dem Abschluss hat er an allen internationalen Ausbildungszentren trainiert und war als Ersatz für die ISS-Expedition 16 und 17 geplant.

## ISS-Expedition 20
Kopra gehörte von Juli bis August 2009 der ISS-Expedition 20 an. Der Start erfolgte mit STS-127 am 15. Juli 2009. Kopra löste damit den Japaner Kōichi Wakata als ISS-Bordingenieur ab. Am 18. Juli führte Kopra zusammen mit David Wolf einen Weltraumausstieg durch. Dabei wurden dreierlei Arbeiten durchgeführt: Beginn der Montage des japanischen ISS-Moduls Kibō, Vorbereitung des Austauschs eines Ammoniaktanks für eine spätere Shuttle-Mission und Beenden einer Arbeit am Kopplungspunkt P3, die von STS-119 noch nicht abgeschlossen war. Der Rückflug zur Erde fand mit STS-128 am 12. September 2009 statt. Kopra wurde von der NASA-Astronautin Nicole Stott abgelöst.

## STS-133
Eine Woche nach seiner Rückkehr von seinem ersten Raumflug wurde er am 18. September 2009 bereits als Missionsspezialist für den Flug STS-133 (ISS-ULF-5) benannt. Nach einer Verletzung bei einem Fahrradunfall am 15. Januar 2011 wurde durch die NASA Steve Bowen als sein Ersatz verkündet, da die voraussichtliche vollständige Genesung nicht bis zum Starttermin zu erwarten war.

## ISS-Expedition 46/47
Kopra wurde am 30. September 2013 von der NASA für einen weiteren Langzeitaufenthalt an Bord der ISS nominiert. Der Start mit Sojus TMA-19M erfolgte am 15. Dezember 2015. Tim Kopra gehörte, mit Juri Malentschenko und Timothy Peake, der ISS-Expedition 46 an. Am 29. Februar 2016 übernahm er das Kommando der Expedition 47. Die Rückkehr erfolgte am 18. Juni 2016. Während des Fluges hat Kopra zwei Außenbordeinsätze durchgeführt: Am 21. Dezember 2015 mit Scott Kelly und am 15. Januar 2016 mit Timothy Peake.

## US-amerikanische Ehrungen
Auswahl der Ehrungen, sortiert in Anlehnung der Order of Precedence of Military Awards:
- Bronze Star
- Meritorious Service Medal (2 ×)
- Air Medal
- Army Commendation Medal
- National Defense Service Medal (2 ×)
- Southwest Asia Service Medal

## Privat
Kopra ist verheiratet und hat zwei Kinder. Seine Hobbys sind Jogging, Schwimmen und Radfahren.